# Ordinariát pro věřící východního ritu ve Španělsku
Ordinariát pro věřící východního ritu ve Španělsku je ordinariát katolické církve nacházející se ve Španělsku.

## Území
Ordinariát má svou jurisdikci nad všemi věřícími východního ritu ve Španělsku, kteří nemají vlastního ordináře.

## Historie
Byl založen 9. června 2016.
Ordinariátním sídlem je Madrid.

## Seznam ordinářů
- Carlos Osoro Sierra (2016–2024)
- José Cobo Cano (od 2024)